# 独裁 -monopolize-
「独裁 -monopolize-」（どくさい モノポライズ）は、1996年5月13日にリリースされたT.M.Revolutionのデビューシングル。発売元はアンティノスレコード。2009年3月25日にはマキシシングルとしてエピックレコードから再発売された。

## 概要
- フジテレビ『週刊スタミナ天国』オープニングテーマに起用され、累計売上は3.6万枚（オリコン調べ）を記録した[1]。
- 1997年11月23日に川口総合文化センターにて行われたライブテイクが、7thシングル「蒼い霹靂〜JOG edit〜」のC/Wとして収録。
- ミュージック・ビデオは、西川貴教のほかにプロデューサーの浅倉大介とギタリストが出演している。このため、T.M.Revolutionは3人組だと誤解されることがあった。
- このシングルの発売日は月曜日であるが、これは日本における一般的なCDの発売日である水曜日発売と比べてオリコンチャートの週間集計に対し不利である。また、この日は「仏滅」「13日（欧米で縁起が悪いとされる数字）」と、験担ぎや商業的方法を逆手に取り挑戦的な日付をあえて選択している。

## 収録曲
| 全作詞: 井上秋緒、全作曲・編曲: 浅倉大介。 |                                                  |           |            |                          |      |
| #                                          | タイトル                                         | 作詞      | 作曲・編曲 | 出版社                   | 時間 |
| 1.                                         | 「独裁 -monopolize-」                            | 井上秋緒  | 浅倉大介   | フジパシフィック音楽出版 | 3:52 |
| 2.                                         | 「LIAR'S SMILE」                                 | 井上秋緒  | 浅倉大介   | ダーウィン               | 4:26 |
| 3.                                         | 「独裁 -monopolize- （Original Backing Track）」 | 井上秋緒  | 浅倉大介   |                          | 3:49 |
| 合計時間:                                  | 合計時間:                                        | 合計時間: | 12:07      |                          |      |

## 収録アルバム
- MAKES REVOLUTION（#1、#2）
  - #1は「ESPECIAL "D-Mix"」として収録。
- DISCORdanza Try My Remix 〜Single Collections（#1、#2）
  - #1は「Smelled So Nice U-Mix」、#2は「Breaking The Code I-Mix」として収録。
- B★E★S★T（#1）
- 1000000000000（#1）
- UNDER:COVER 2（#1,セルフカバー）
- 2020 -T.M.Revolution ALL TIME BEST-（#1）